# Chrysotus blepharosceles
Chrysotus blepharosceles är en tvåvingeart som beskrevs av Kowarz 1874. Chrysotus blepharosceles ingår i släktet Chrysotus och familjen styltflugor. Arten är reproducerande i Sverige. Inga underarter finns listade i Catalogue of Life.